# Vincas Krėvė-Mickevičius
Vincas Mickevičius, más conocido por su seudónimo literario Vincas Krėvė-Mickevičius (Subartonis, Alytus, Lituania; 19 de octubre de 1882-Broomall, Pensilvania, Estados Unidos; 17 de julio de 1954), fue un filólogo y escritor lituano. Su obra literaria incluye diversas áreas como narrativa, poesía, novela, drama histórico, recolección de folclore lituano y obras de temática oriental.

## Biografía
Vincas Mickevičius nació el 19 de octubre de 1882 en la villa de Subartonis, en el distrito de Alytus, región de Dzūkija, ubicada al este de Lituania. Hijo de campesinos, los pobladores llamaban Krėvė a la familia Mickevičius, razón por la cual el escritor escogió Krėvė como su seudónimo. Vincas Krėvė-Mickevičius vivió las costumbres y tradiciones de su distrito natal, que más tarde fueron fuente de inspiración de su obra literaria.
En 1898 entró para prepararse al sacerdocio en el seminario de Vilna, pero en 1900 lo dejó convencido de que no era su vocación. En 1904 se matriculó en la Universidad de Kiev, pero un año después, la universidad cerró temporalmente dadas las condiciones revolucionarias en el Imperio Ruso. No deseando interrumpir sus estudios, Krėvė-Mickevičius se inscribió en la Universidad de Lviv en Galitzia, que en ese momento pertenecía al Imperio austrohúngaro. Allí recibió el título de doctor en filología en 1908, y ese mismo año, la Universidad de Kiev le entregó una medalla de oro por su tesis en el origen del pueblo indoeuropeo. En 1913, la Universidad de Kiev le entregó el grado de maestría en lingüística comparativa por su disertación en el origen de los nombres Buda y Pratjekabuddha.
En 1909 pasó a ejercer como profesor de bachillerato en la ciudad de Bakú (Azerbaiyán). Tres años más tarde, colaboró en la fundación de la Universidad de Bakú, donde llegó a impartir cátedra.
Lituania logró su independencia en 1918 y, un año más tarde, Krėvė-Mickevičius se convirtió en cónsul lituano en Azerbaiyán. En 1920 regresó a Lituania para asentarse en Kaunas, que en ese momento era la capital temporal.
Cuando se inauguró la Universidad de Lituania en 1922, Krėvė-Mickevičius se integró como profesor de lenguas y literaturas eslavas, cargo que ocupó durante dos décadas.
A la edad de quince años hizo sus primeros intentos en la literatura, escribiendo en ruso y polaco; después de 1902, empezó a escribir en lituano. El primer volumen de obras recolectadas se imprimió en 1921. En ese momento era una figura muy reconocida y respetada, habiendo trabajado como editor de varios periódicos académicos y literarios.
El 17 de junio de 1940, el Gobierno del Pueblo bajo el primer ministro Justas Paleckis se instaló en Lituania bajo presión soviética. Vincas Krėvė-Mickevičius fue nombrado ministro de Relaciones Exteriores y asistente al primer ministro. Poco después, viajó a Moscú para protestar por las acciones soviéticas que afectaban la independencia lituana y su bienestar económico. El 1 de julio de 1940, se reunió con Viacheslav Mólotov y se enteró de la intención soviética de anexarse Lituania. Al regresar, solicitó su renuncia, que al momento fue negada. No fue aceptada hasta cuando se celebraron elecciones y el parlamento votó a favor de la incorporación de Lituania a la Unión Soviética. Fue nombrado presidente de la Academia de Ciencias de la RSS de Lituania el 16 de febrero de 1941.
Ante la ocupación alemana en Lituania, producida en 1941, y el cierre de las instituciones de educación superior en 1943, Krėvė-Mickevičius buscó refugio. Después de que las fuerzas soviéticas recuperaran el territorio lituano en 1944, Krėvė-Mickevičius huyó y se asentó en un campamento de personas desplazadas en Glasenbach, cerca de Salzburgo (Austria). Ahí enseñó en la escuela de bachillerato del campamento lituano. En 1947 la Universidad de Pensilvania le invitó a integrarse a su facultad. Ahí Krėvė-Mickevičius ejerció como profesor asistente de lenguas y literaturas eslavas hasta 1953, año en que se retiró. Falleció el 17 de julio de 1954 en Broomall, cerca de Filadelfia, Pensilvania (Estados Unidos).
Fue considerado candidato al Premio Nobel en Literatura

## Obra
La producción literaria de Vincas Krėvė-Mickevičius fue amplia y variada. Incluye dramas históricos, recolección de literatura folclórica, historias breves y de vida rural, novelas de temática contemporánea, así como cuentos basados en temas de Oriente. A su muerte, estaba envuelto en una obra mayor titulada Los hijos del cielo y la tierra, que desafía cualquier clasificación. Esta obra está escrita parcialmente como drama y como narrativa; sus temas son bíblicos con la acción ocurriendo en Palestina a principios de la era cristiana. Su obra está llena de un impulso romántico, enfocándose en la vida rural y en los temas orientales, entre la narración y la descripción realista. Su escritura está caracterizada por un vocabulario extenso poco común con una remarcada pureza. Algunos críticos sostienen que la literatura lituana adquirió un rango de expresión a través de su obra únicamente rivalizado por aquel de la Grecia antigua.

## Obras
- Sharunas, príncipe de Dainava (Šarūnas, Dainavos kunigaikštis, 1911)
- Antiguas leyendas de Dainava (Dainavos šalies senų žmonių padavimai, 1912)
- El yerno (Žentas, 1922)
- Bajo el techo de paja (Šiaudinėj pastogėj, 1922)
- Príncipe Skirgaila (Skirgaila, 1922)
- Canciones populares de Dainava (Dainavos krašto liaudies dainos, 1924)
- A través de los caminos del destino (Likimo keliais, 1926-1929)
- Escritos (Raštai, 1921-1930)
- Historias de Oriente (Rytu pasakos, 1930)
- La muerte del Rey Mindaugo (Mindaugo mirtis, 1935)
- El hechicero (Raganius, 1939)
- En la niebla (Miglose, 1940)
- Los hijos del cielo y la tierra (Dangaus ir žemės sūnūs, 1949)